# میکل دنوبیتیا
میکل دنوبیتیا (انگلیسی: Mikel Dañobeitia؛ زادهٔ ۵ مارس ۱۹۸۶) بازیکن فوتبال اهل اسپانیا است.
از باشگاه‌هایی که او در آن بازی کرده‌، می‌توان به باشگاه فوتبال میراندس، باشگاه فوتبال اتلتیک بیلبائو، باشگاه فوتبال کوردوبا و باشگاه فوتبال اتلتیک بیلبائو بی اشاره کرد.